# Podocarpus guatemalensis
Podocarpus guatemalensis är en barrträdart som beskrevs av Paul Carpenter Standley. Podocarpus guatemalensis ingår i släktet Podocarpus och familjen Podocarpaceae. IUCN kategoriserar arten globalt som livskraftig. Inga underarter finns listade i Catalogue of Life.